# Thomas FitzMaurice FitzGerald

Thomas FitzMaurice (c. 1145 – vers 1213/1214) ou Thomas fitz Maurice fitz Gerald de Shanid,  Seigneur (Lord) de O'Connelloe,  est le fils ainé de Maurice FitzGerald seigneur de Lanstephan et de son épouse , Alice, fille d'Arnoul de Montgommery.  Thomas est l'ancêtre de la lignée de la famille FitzGerald de Desmond, et le frère de Gerald FitzMaurice 1er seigneur d'Offaly, ancêtre de lignée de la  famille FitzGerald de  Kildare et de Leinster

## Contexte
Thomas succède à son père en 1176 et il  épouse une irlandaise nommée Sadb et obtient des domaines dans l'ouest du comté de Limerick En 1210 il envahit le  Connacht avec Geoffrey de Marisco à la tête d'une troupe d'Anglo-Normands recrutés dans le Munster, et de partisans de  Donnchad Cairprech Ó Briain, roi de Thomond. Cette expédition contraint Cathal Crobderg Ua Conchobair, roi de Connacht a ouvrir des négociations avec  John de Gray, Justiciar d'Irlande.

## Union et postérité
Thomas FitzMaurice et son épouse une irlandaise Sadhbh ont deux fils 
1. John FitzGerald (1er Baron de Desmond)
2. Maurice  fitz Thomas († 1253) ancêtre de la famille des Lords de Kerry.